# St. Michael (Gudenhagen)

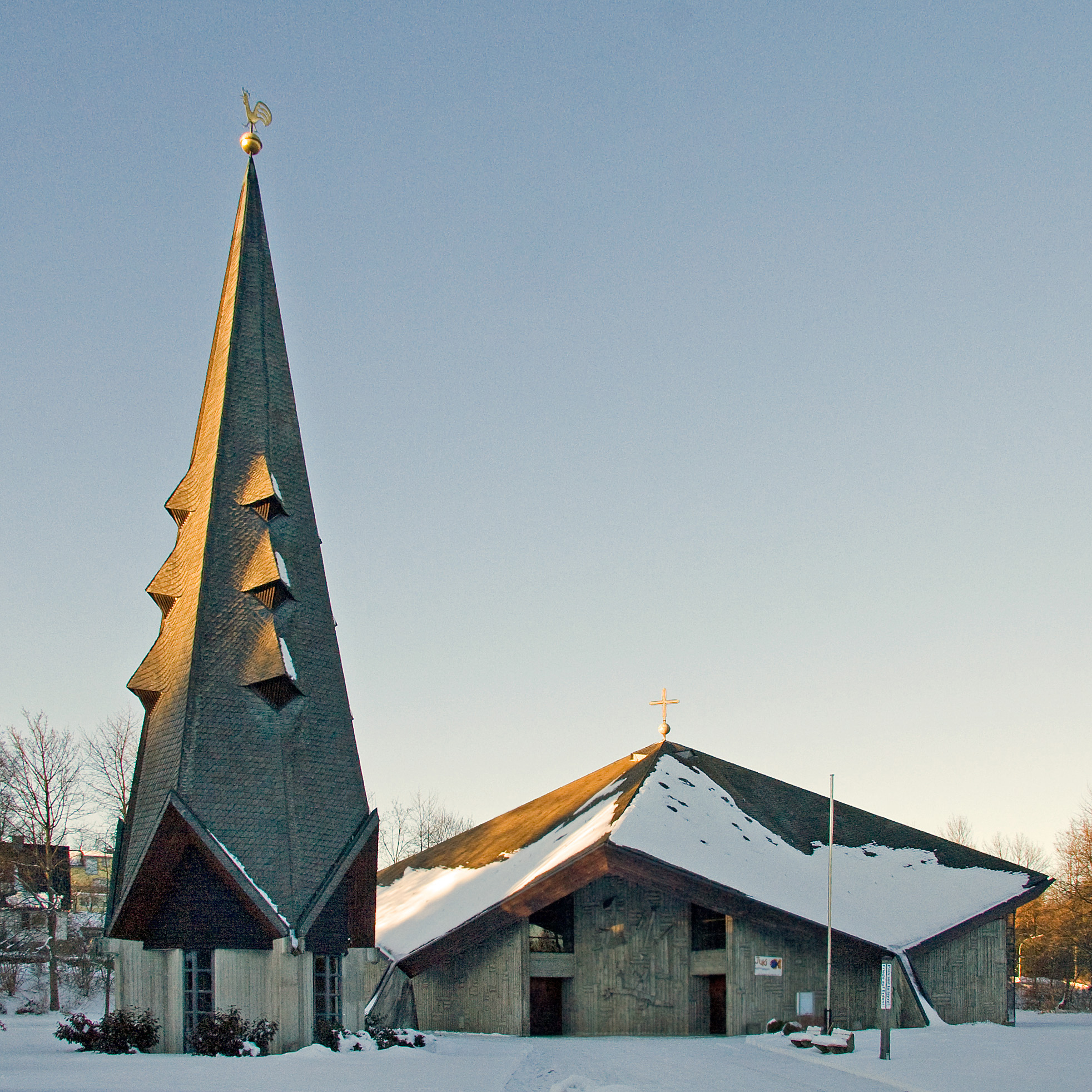
St. Michael

St. Michael ist eine katholische Pfarrkirche in Gudenhagen, einem Ortsteil der Stadt Brilon im östlichen Sauerland im Land Nordrhein-Westfalen.

## Vorgeschichte
Zu Beginn des zwanzigsten Jahrhunderts war der Raum Gudenhagen-Petersborn nur wenig besiedelt. Nach Ende des Zweiten Weltkrieges nutzten viele Flüchtlinge aus den Ostgebieten, die Möglichkeit, sich hier eine neue Existenz zu schaffen. Es wohnten 1948 130 Katholiken im Ort. Die nächste erreichbare Kirche, die Briloner Propsteikirche war etwa fünf Kilometer entfernt. Um eine eigene Kapelle realisieren zu können, wurde ein Kapellenbauverein gegründet. Der Grundstein wurde am 5. Oktober 1952 gelegt. Die Fertigstellung erfolgte 1953; am 5. Juli 1953 wurde die Kapelle benediciert. Bis 1964 war die Anzahl der Katholiken auf über 800 angestiegen, die Kapelle wurde zu klein. Die erzbischöfliche Behörde begann 1966 mit der Planung eines Neubaus. Nach dem ersten Spatenstich für die neue Kirche wurde die alte Kapelle abgebrochen, um Raum für die neue Kirche zu schaffen.

## Geschichte und Beschreibung

Grundriss

Das moderne Gebäude in Zeltform wurde von 1968 bis 1970 erbaut. Den ausgeschriebenen Architektenwettbewerb entschied Johannes Reuter aus Kassel für sich. Der Grundstein wurde im Juli 1969 gelegt, in ihn wurde der Grundstein der alten Kapelle eingebaut. Das zeltartige Dach wird von vier außenliegenden Betonpfeilern getragen, die wegen der schwierigen Bodenbedingungen bis zu sechs Meter in den Erdboden reichen. Das Dach besteht aus einer geleimten, in sich freitragenden Holzbinderkonstruktion, es trägt die Holzdecke im Innenraum. Der Grundriss des Kirchenschiffs ist nahezu quadratisch, mit gewinkelten Wandscheiben und abgeschnittenen Ecken, das Quadrat steht diagonal zur Grundstücksachse. Der Altarraum befindet sich in der nördlichen Spitze der Diagonale. Durch eine zweigeteilte Schildwand ist er so abgegrenzt, dass dahinter eine kleine Taufkapelle entsteht. Die südliche Spitze ist durch eine geschlossene Spundwand abgegrenzt, sie schafft die beiden Eingänge. Die Vorderseiten der Schilwände im Eingangsbereich sind durch entsprechende Verschalung in Sichtbeton, mit bildlichen Darstellungen geschmückt. Sie zeigen den Kirchenpatron Michael, er schwebt über einem vielköpfigen Drachen und das Weltgericht. Bei dem Weltgericht sind oben zwei Posaune blasende Engel und unten zwei Menschengestalten, von denen eine gerettet nach oben schwebt, dargestellt.
Die Kirchenbesucher gruppieren sich halbkreisförmig um den Altar. Dahinter ist eine Taufkapelle abgeteilt. Der Glockenturm steht frei und besteht aus einer hohen Kegelspitze auf kurzem Schaft.

## Ausstattung

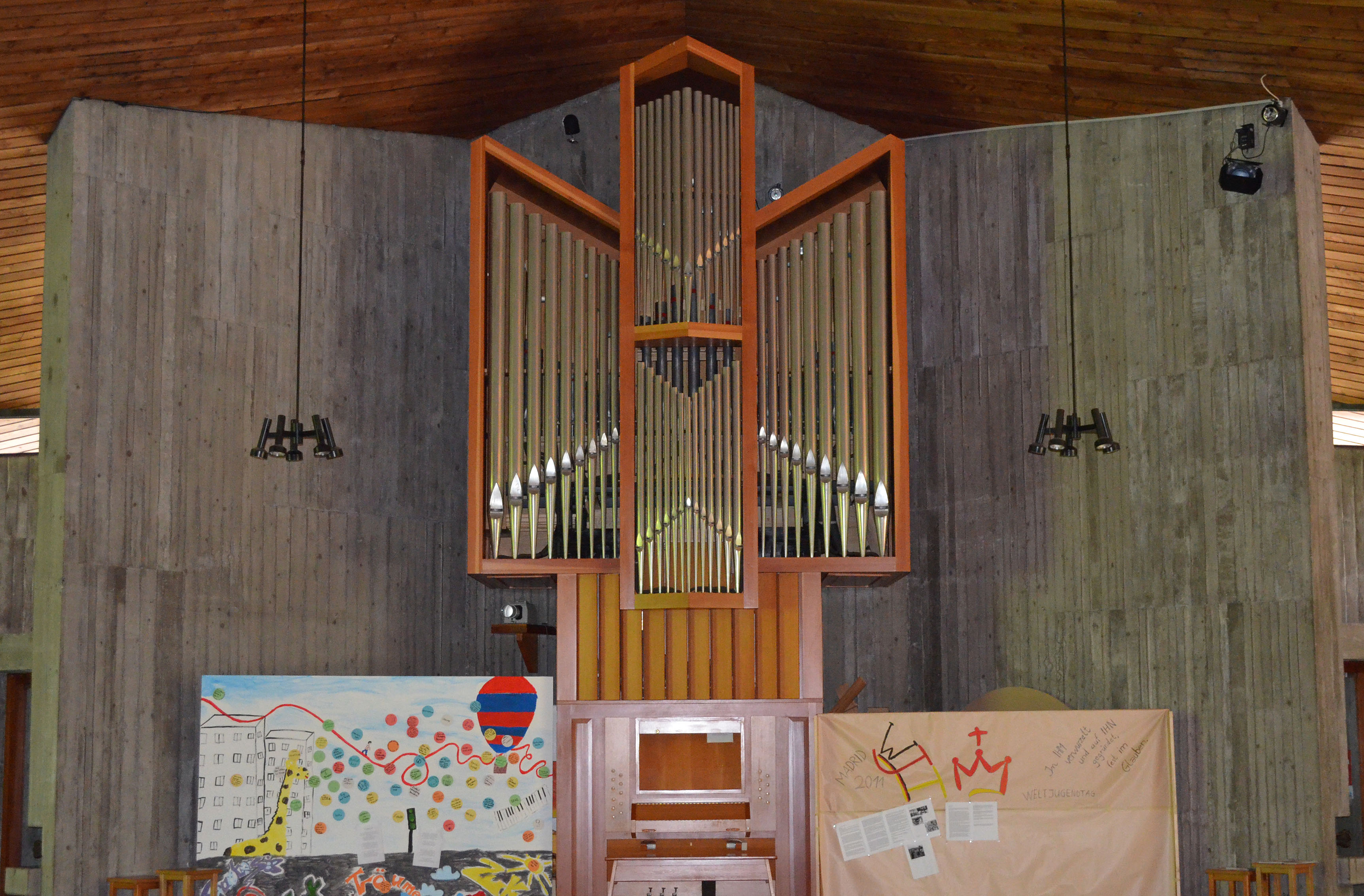
Blick auf die Orgel

Die Innenausstattung wurde zum großen Teil von dem Künstler Ernst Suberg aus Elleringhausen angefertigt.
- Der Altar wurde aus einem Block Michelnauer Rotlava gehauen. An der Unterseite befindet sich eine trapezförmige Aussparung. In diese durchgehende Öffnung wurde ein Märtyrergrab, ebenfalls aus Rotlava gearbeitet, gestellt. Es nimmt die Reliquien der Heiligen Clemens, Mansuetus, Liberatus und Maximus auf. Üblicherweise werden Reliquien im Sepulcrum der Altarplatte eingelassen.
- Hervorzuheben ist ein Kreuzweg aus Holz und Stein
- Ein großes Altarhängekreuz, auf dessen Rückseite 8 Bronzetafeln mit Abbildungen aus dem Leben Jesu angebracht sind. Sie sind mit Filigran verbunden. Das Kreuz ist 123 Zentimeter hoch und etwa 75 Kilogramm schwer. Auf dem Holzkreuz aus Eiche ist ein bronzener, gekrönter Christus angebracht. Auf beiden Seiten ist das Kreuz mit Edelsteinen geschmückt.
- Eine Madonna von 1981 komplettiert die Ausstattung. Sie steht im Innenraum des separat stehenden Glockenturmes.[1]

### Sonstige Ausstattung
- Eine mittelalterliche Madonna
- Ein Ambo im Altarraum
- gepolsterte Sedilien im Altarraum
- Ein künstlerisch gestalteter Tabernakel, der in der Verlängerung auf der Rückseite, Verbindung mit dem Taufbecken hat.
- Ein Bronzekreuz in der Taufkapelle, es ist mit Steinen geschmückt
- In dem Raum hinter dem Altar hängen Fragmente einer ehemaligen Kreuzigungsgruppe; gegenüber hängt eine Gedenktafel für die Gefallenen des Zweiten Weltkrieges

### Orgel
Die gebrauchte Orgel wurde von Anton Feith in Paderborn umgearbeitet und aufgestellt. Das Instrument mit sechs Registern steht auf einem Podest vor der Innenseite der südlichen Schildwand.

#### Ansichten

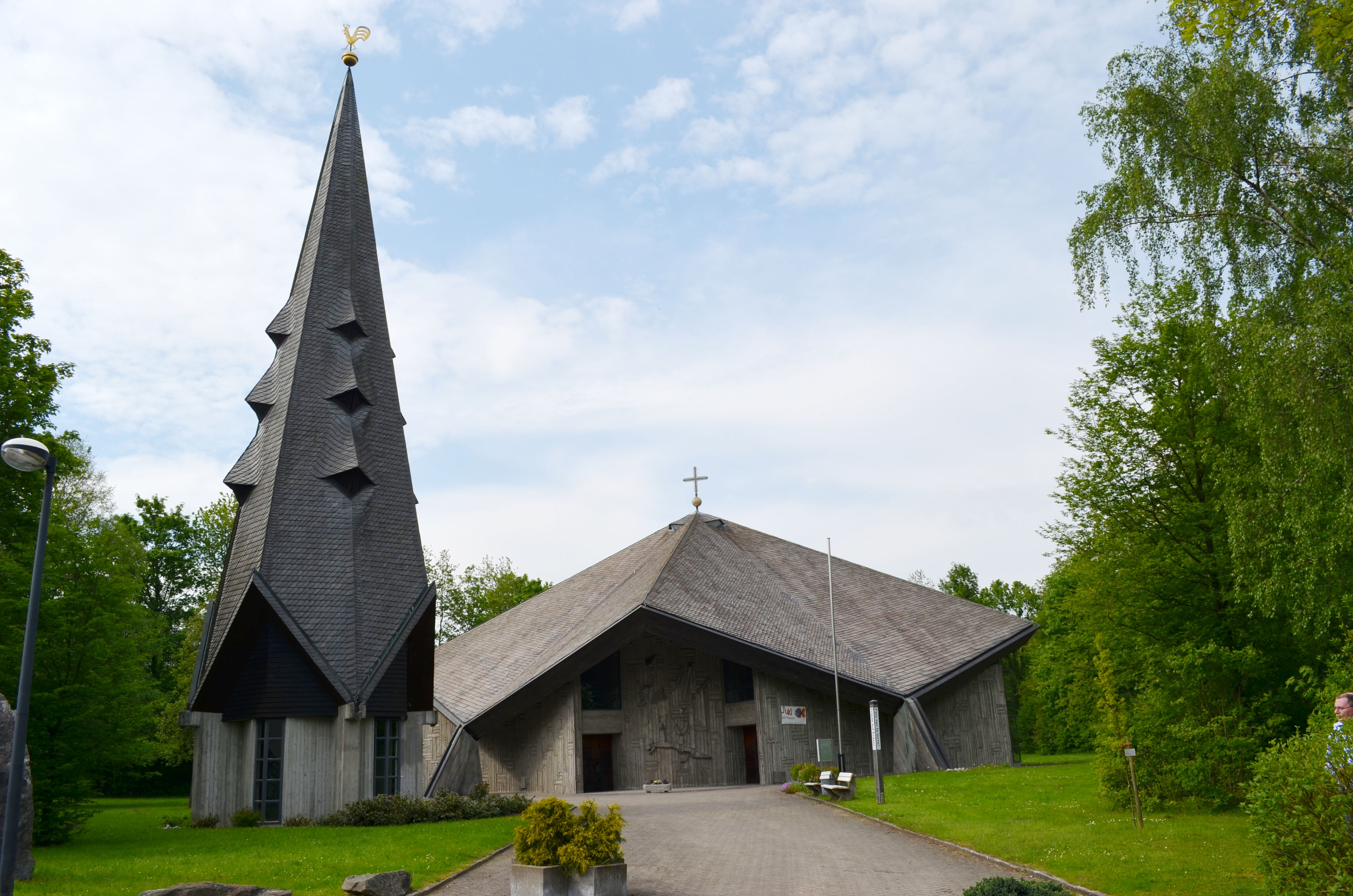
Die Kirche im Sommer
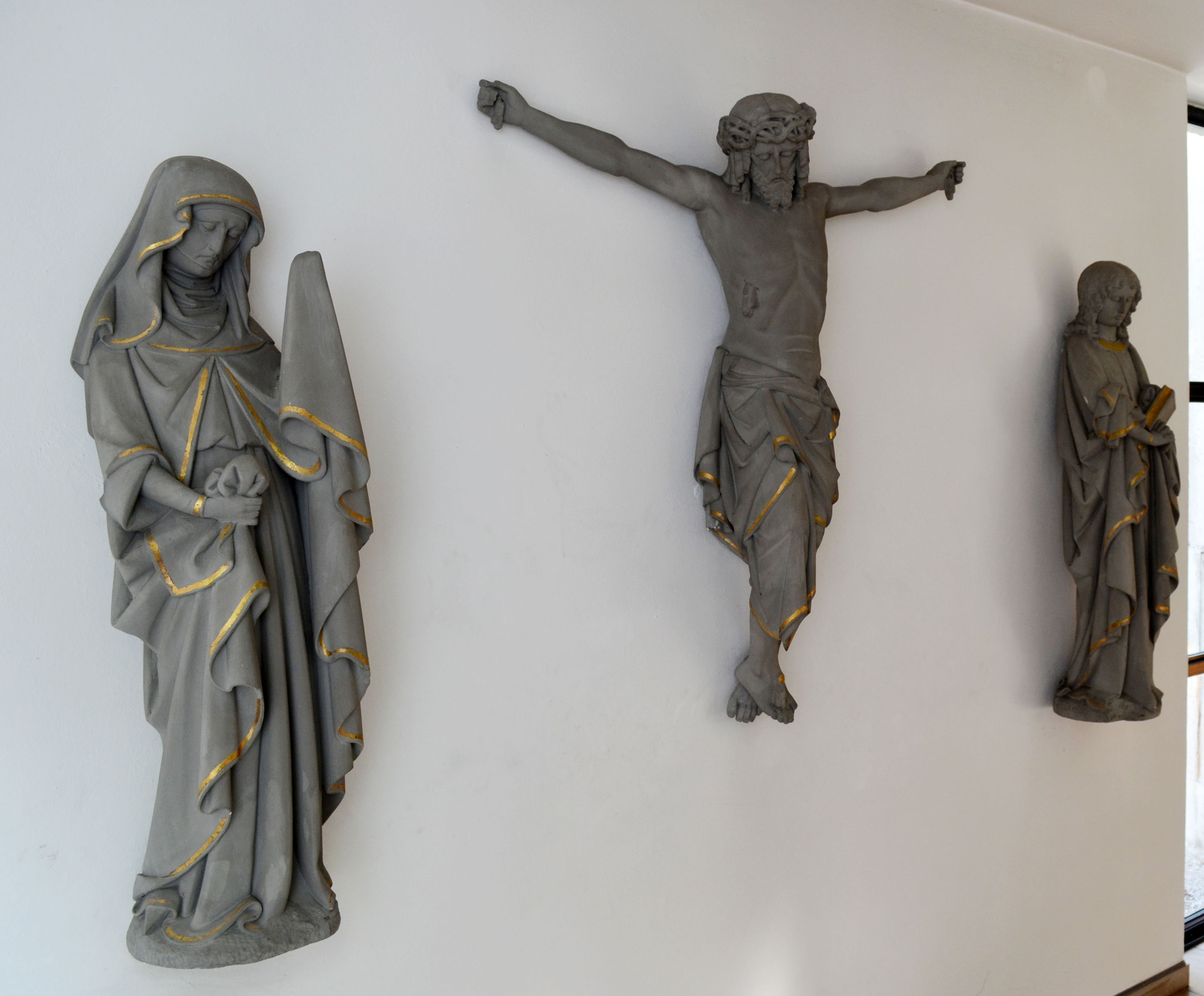
Fragmente einer ehemaligen Kreuzigungsgruppe